# Krasnoufimsky (huyện)
Huyện Krasnoufimsky (tiếng Nga: ? райо́н) là một huyện hành chính tự quản (raion), của Tỉnh Sverdlovsk, Nga. Huyện có diện tích 3320 kilômét vuông, dân số thời điểm ngày 1 tháng 1 năm 2000 là 34700 người. Trung tâm của huyện đóng ở Krasnoufimsk.